# تریپتریگیوم رگلی
تریپتریگیوم رگلی (نام علمی: Tripterygium regelii) نام یک گونه از تیره گوشوارکیان است.